# خاروویتسه
خاروویتسه (به چکی: Chářovice) یک منطقهٔ مسکونی در جمهوری چک است که در ناحیه بنشوو واقع شده‌است.